# アレグリとモーツァルト システィーナ礼拝堂にて
『アレグリとモーツァルト システィーナ礼拝堂にて』(アレグリとモーツァルト システィーナれいはいどうにて、フランス語: À la Chapelle Sixtine. Miserere de Allegri et Ave verum Corpus de Mozart) は、フランツ・リスト作曲によるピアノ作品 (サール番号はS.461、ラーベによる作品分類番号はR.114)、または作曲者自身によるその編曲作品。同タイトルの編曲版は4手のピアノ用 (S.633) である。この他に、このピアノ作品の作者自身による編曲作品としてオルガン版 (S.658、R.400)、オーケストラ版 (S.360) の2つがあるがタイトルは『アレグリとモーツァルト システィーナ礼拝堂の追憶』に改められている。

## 概要
1858年に、ペーター・コルネリウスの歌劇『バグダッドの理髪師』の上演でリストは聴衆から大ブーイングを受けたことから、ヴァイマール宮廷音楽長を辞任した。その3年後の1861年、リストはローマへ移住する。以後、亡くなるまでの間、リストはローマとヴァイマールとブダペストを定期的に往復する生活を続けた。ヴァチカンにはまったくその意思がなかったにもかかわらず、ローマに移住した当初リストは、ローマのカトリック音楽の改革を自身の手で実行しようと考えていた。
ローマに移住してからのリストはイタリアのルネサンス文化やカトリックに根差した文化に圧倒されるようになった。やがて、毎週日曜日になるとシスティーナ礼拝堂に通ってパレストリーナの声楽作品に親しみ、次第にキリスト教に基礎をおく作品を多く書くようになった。そのような生活の中で結実した作品の1つがこの『アレグリとモーツァルト システィーナ礼拝堂にて』である。

## 曲の構成
原題が示す通り、アレグリのミゼレーレとモーツァルトの「アヴェ・ヴェルム・コルプス」K.618の主要な旋律を題材にして、リストが自由に編曲した作品である。
短い導入部のあと、すぐにアレグリのミゼレーレの旋律が現れる。次第に半音階的な動きが多くなり、ミゼレーレの旋律が明瞭にわかる部分と判別し難い部分が交差するようになり、音楽も劇的に盛り上がっていく。曲の中央付近になると突如として音楽は静まり、モーツァルトのアヴェ・ヴェルム・コルプスの旋律が現れ、同曲の編曲箇所に入る。その後、冒頭部のミゼレーレに基づいた音楽が再現された後再度アヴェ・ヴェルム・コルプスに基づいた音楽が続き、最後は静かに終わる。
1862年に書いた手紙の中でリストが述べているように、ミゼレーレは人間の苦しみ・恐れを、アヴェ・ヴェルム・コルプスは神の限りない慈悲と思いやりを表す象徴的音楽として扱われており、最後にアヴェ・ヴェルム・コルプスの音楽が再び現れるのは、愛が悪や死に打ち勝つことを表している。

## 作曲の経過
ピアノ原曲の初版は1862年の枝の主日に完成、その後間もなく改訂され、第2版が同年の10月に完成した。

## 出版
ピアノ版の楽譜は初版、第2版ともに、1862年にライプツィヒのペータース社から出版された。初稿には書かれていないが、第2稿には中間部に相当する「アヴェ・ヴェルム・コルプス」の部分だけを取り出して演奏することも許している。

## 演奏時間
約15分

## 編曲
チャイコフスキーの組曲第4番『モーツァルティアーナ』第3曲「祈り」は、中間部分に相当するアヴェ・ヴェルム・コルプスの部分をもとに編曲したものである。

## 録音

### ピアノ版原曲
- 初版 リスト ピアノ作品全集 第51巻、ハイペリオン、レスリー・ハワード (ピアノ) (世界初録音)
- 第2版 リスト ピアノ作品全集 第13巻、ハイペリオン、レスリー・ハワード (ピアノ)

### オーケストラ編曲版
『ワイマールの響き』マルティン・ハーゼルベック指揮ウィーンアカデミー管弦楽団、

### 注
1. ↑  ハンフリー・サールによるリストの作品の分類番号
2. ↑  ペーター・ラーベによるリストの作品分類番号
3. ↑  エヴェレット・ヘルム 著、野本由紀夫 訳『〈大作曲家〉リスト』音楽之友社、1996年、xxi頁。ISBN 4-276-22162-5。では、『アッレーグリとモーツァルト システィーナ礼拝堂にて』の表記